# 龍が如くシリーズ
龍が如くシリーズ（りゅうがごとくシリーズ）は、セガが開発・販売しているアクションアドベンチャーゲームのシリーズ。

## 概要
名越稔洋が2003年に企画を立案し、2005年に『龍が如く』がPlayStation 2用ソフトとして発売された。シリーズの全世界累計売上本数は2024年時点で約2,770万本。
シリーズを通して作品性を守るため、「相手に絡まれないと殴れない不自由さ」「子供の死・薬物摂取シーンの排除」「主人公の手による殺人の回避」の3点は徹底して守られている。
成人男性を対象としたゲームシリーズであるが、女性のプレイヤーも多い。名越はシリーズ第一作である『龍が如く』の頃のプレイヤー層は9割以上が男性であったが、『龍が如く6 命の詩。』では4～5人に1人、つまり20数％が女性になっていると語っている。
2015年12月にシリーズ10周年を迎え、それに先駆けて2015年3月12日に本作の前の話を描いた『龍が如く0 誓いの場所』を発売。また本作初となる舞台化がされ、2015年4月24日から4月29日まで（計8公演）赤坂ACTシアターにて上演された。10周年を記念した作品として2016年1月21日に本作をリメイクした『龍が如く 極』が発売、2016年12月8日にはシリーズ初のPlayStation 4独占タイトルとなる『龍が如く6 命の詩。』が発売され、これまで11年間に渡りメインの主人公を張っていた桐生一馬の物語にも終止符が打たれた。
2017年8月26日、UDX THEATERで開催された「龍が如くスタジオ新作発表会」にて桐生に代わりメイン主人公となる春日一番を中心とした完全新作の龍が如くシリーズが2018年より展開されることが明らかにされた。また2017年12月7日に『2』をリメイクした『龍が如く 極2』が発売されることや、如くシリーズ初の試みとなる他作品とのコラボ作品として人気漫画『北斗の拳』とのコラボによる『北斗が如く』が発売されることなども併せて発表された（発売は2018年3月8日）。
2018年11月19日、春日を主人公とした新シリーズの初作となる『龍が如く ONLINE』の事前登録を記念し龍が如くシリーズ公式サイトにて『龍が如く6 命の詩。』までのナンバリング作品に登場したキャラクターによる「龍が如くシリーズ キャラクター総選挙」と称した人気投票が実施された。最終結果は1位：真島吾朗、2位：桐生一馬、3位：冴島大河、4位：秋山駿、5位：峯義孝、6位：郷田龍司、7位：錦山彰、8位：西谷誉、9位：ユキ、10位：堂島大吾といった順位となった。11月21日、『ONLINE』がスマートフォンおよびPC向けに配信開始された。
2020年1月16日、新シリーズのコンシューマー作品としては初となる『龍が如く7 光と闇の行方』が発売された。

## 舞台
『龍が如く』シリーズのゲームは東京都新宿区に実在する歌舞伎町をモデルとした架空の町である神室町を主な舞台としている。またキャラクターは神室町以外にもストーリーの展開上、日本の他の地域も訪問することとなる。ゲーム内の地区や町は各ゲームが発売される年の間の現実中のそれぞれの外観と相関しており、多くの場合は新しい作品で改装や改築がなされている。店や建物はしばしば実際のものとは異なり、実際のプロダクトプレイスメントやストーリー上重要な場所に置き換えられている。
歴代作品に登場した町は以下の通り。
- 神室町（外伝を除く全作品）
  - モデルは上述の通り東京都新宿区歌舞伎町。
- 蒼天堀、新星町（0、2、5、極2、7、7外伝） ※新星町は2のみ
  - モデルは大阪府大阪市中央区道頓堀および浪速区新世界。
- 琉球街（3）
  - モデルは沖縄県那覇市にある国際通り。
- 永洲街（5）
  - モデルは福岡県福岡市博多区中洲。
- 月見野（5）
  - モデルは北海道札幌市中央区すすきの。
- 錦栄町（5）
  - モデルは愛知県名古屋市中区栄。
- 尾道仁涯町（6）
  - モデルは広島県尾道市。
- 伊勢佐木異人町（7、7外伝、8）
  - モデルは神奈川県横浜市中区伊勢佐木町近辺。
- ホノルルシティ（8、8外伝）
  - モデルはアメリカ合衆国ハワイ州オアフ島のホノルル市。

## ゲームプレイ
龍が如くシリーズは、イベント、アドベンチャー、バトルからなる。主人公は進路上でランダムに敵と遭遇し、バトルを引き起こす。戦闘（通称「喧嘩アクションバトル」）では、プレイヤーキャラクターは、ラッシュコンボ、グラブ、スロー、フィニッシングムーブなどのスキルを使用して近接戦闘をする。ゲームによっては、複数の戦闘スタイルを選択して使用することもできる。武器や物も使用できるが、銃器は稀である。これらのバトルに勝利すると、お金やアイテムを手に入れることができ、それを売ったり、ショップで装備品や様々なアイテムを購入したり、ギャンブルをしたり、ミニゲームをプレイしたりすることができる。ストーリーによって起こる遭遇戦は、敵のリーダーを仕留めることや、「ヒートゲージ」を埋めることで使用可能になる「ヒートアクション」と呼ばれる強力な技を使用することで、早く終わらせることができる。そのバトル中には、クイックタイムイベントが含まれているものもある。プレイヤーキャラクターは戦っていくうちに経験値を獲得し、その経験値を使ってステータスを上げたり、より強くなったりすることができる。
『龍が如く7 光と闇の行方』『龍が如く８』では、新たに「ライブコマンドRPGバトル」と呼ばれる、プレイヤーキャラクターがパーティメンバーを募集してターン制ロールプレイングゲームによる敵とのバトルで一緒に戦うスタイルや、ミニゲームを一緒にプレイしたりする新しいバトルシステムとなっている。
このシリーズには、メインストーリーとは関係のないイベントである「サブストーリー」もある。
バッティングセンターやキャバクラ、「クラブセガ」でのアーケードゲームなど、ミニゲームも多い。
例として、以下のようなものがある。
- プレイスポット：バッティングセンター、スロット、ダーツ、将棋、麻雀、カジノ、カラオケなど多くのミニゲームができるスポットが街中に配置されている。
  - クラブセガ（現・GENDA GiGO Entertainment）：実際のアーケードチェーンをバーチャルに再現したもので、UFOキャッチャーやダーツなどのアクティビティや、ファンタジーゾーンやバーチャファイターなど、セガのアーケードの名作のエミュレーションを遊ぶことができる。シリーズごとに遊べるゲームは異なる。セガのゲームセンター事業撤退に伴い、『8』からは名称も『GiGO』に変更されている。
  - キャバクラ：キャバ嬢を指名し、クラブで食べ物や飲み物を注文したり、プレゼントを買ったりしてキャバ嬢の好感度を上げる。好感度が上がるとデートに誘われ、デートイベントが始まる。『3』の欧米版からカットされたことで、日本文化を体験したいという欧米のゲーマーの欲求を無視していると批判された[12]。
- 闘技場：3ラウンドのミニチャンピオンシップでさまざまな対戦相手と戦い、ポイントを獲得してユニークなアイテムを手に入れることができる。
- 武器/防具の製作：様々な部品や設計図を見つけて、多様な武器や防具を生産できる。
- ポケットサーキット：ポケットサーキットの車（スロットカーのようだが、車線で区切られた自走式で、タミヤのミニ四駆系統のスケールモデルカーに似ている）同士でレースを行うミニゲーム。『0』と『極』では、いくつかのレースシリーズが行われており、このミニゲームにまつわるサイドストーリーがいくつか用意されている。

ほとんどのシリーズで亜門と呼ばれる隠しボスが登場する。

## 登場人物
桐生 一馬
シリーズのメイン主人公（『7』『8外伝』を除く）。

春日 一番
『7』以降のメイン主人公。

真島 吾朗
『1』から登場したシリーズの主要人物。『0』『極2』では主人公の一人、『8外伝』ではメイン主人公。

澤村 遥
『1』から登場したシリーズの主要人物。『5』では主人公の一人。

伊達 真
『1』から登場したシリーズの主要人物。
堂島 大吾
『2』から登場したシリーズの主要人物。
秋山 駿
『4』『5』の主人公の一人。
冴島 大河
『4』『5』の主人公の一人。

## ゲーム
| 2005 | 龍が如く                         |
| 2006 | 龍が如く2                        |
| 2007 |                                  |
| 2008 | 龍が如く 見参!                   |
| 2009 | 龍が如く3                        |
| 2010 | 龍が如く4 伝説を継ぐもの         |
| 2010 | クロヒョウ 龍が如く新章          |
| 2011 | 龍が如く OF THE END              |
| 2012 | クロヒョウ2 龍が如く 阿修羅編    |
| 2012 | 龍が如く5 夢、叶えし者           |
| 2013 |                                  |
| 2014 | 龍が如く 維新!                   |
| 2015 | 龍が如く0 誓いの場所             |
| 2016 | 龍が如く 極                      |
| 2016 | 龍が如く6 命の詩。               |
| 2017 | 龍が如く 極2                     |
| 2018 | 北斗が如く                       |
| 2018 | 龍が如く ONLINE                  |
| 2018 | JUDGE EYES:死神の遺言            |
| 2019 |                                  |
| 2020 | 龍が如く7 光と闇の行方           |
| 2021 | LOST JUDGMENT 裁かれざる記憶     |
| 2022 |                                  |
| 2023 | 龍が如く 維新! 極                |
| 2023 | 龍が如く7外伝 名を消した男       |
| 2024 | 龍が如く8                        |
| 2025 | 龍が如く8外伝 Pirates in Hawaii  |
| 2025 | 龍が如く0誓いの場所Director'sCut |

PS2=PlayStation 2、PS3=PlayStation 3、PS4=PlayStation 4、PS5=PlayStation 5、PSP＝PlayStation Portable、XOne=Xbox One、XSX/S=Xbox Series X/S
Windows版は全てSteamでの配信。

### ナンバリングタイトル
| タイトル                        | 対応機種                                                | 発売日                                                                                          |
| ------------------------------- | ------------------------------------------------------- | ----------------------------------------------------------------------------------------------- |
| 龍が如く                        | PS2                                                     | 2005年12月8日                                                                                   |
| 龍が如く2                       | PS2                                                     | 2006年12月7日                                                                                   |
| 龍が如く3                       | PS3                                                     | 2009年2月26日                                                                                   |
| 龍が如く4 伝説を継ぐもの        | PS3                                                     | 2010年3月18日                                                                                   |
| 龍が如く5 夢、叶えし者          | PS3                                                     | 2012年12月6日                                                                                   |
| 龍が如く0 誓いの場所            | PS4・PS3・Windows・XOne・Amazon Luna・Nintendo Switch 2 | 2015年3月12日（PS4・PS3） 2018年8月2日（Windows） 2020年2月26日（XOne） 2025年6月5日（Switch2） |
| 龍が如く6 命の詩。              | PS4・Windows・XOne                                      | 2016年12月8日（PS4） 2021年3月25日（Windows・XOne）                                             |
| 龍が如く7 光と闇の行方          | PS5・PS4・Windows・XSX/S・XOne・Amazon Luna             | 2020年1月16日（PS4） 2021年2月25日（XSX/S・XOne・Windows） 2021年3月2日（PS5）                  |
| 龍が如く7外伝 名を消した男      | PS5・PS4・Windows・XSX/S・XOne                          | 2023年11月9日                                                                                   |
| 龍が如く8                       | PS5・PS4・Windows・XSX/S・XOne                          | 2024年1月26日                                                                                   |
| 龍が如く8外伝 Pirates in Hawaii | PS5・PS4・Windows・XSX/S・XOne                          | 2025年2月21日                                                                                   |

### スピンオフ
| タイトル                      | 対応機種                                    | 発売日         |
| ----------------------------- | ------------------------------------------- | -------------- |
| 龍が如く 見参!                | PS3                                         | 2008年3月6日   |
| クロヒョウ 龍が如く新章       | PSP                                         | 2010年9月22日  |
| 龍が如く OF THE END           | PS3                                         | 2011年6月9日   |
| クロヒョウ2 龍が如く 阿修羅編 | PSP                                         | 2012年3月22日  |
| 龍が如く 維新!                | PS4・PS3                                    | 2014年2月22日  |
| JUDGE EYES:死神の遺言         | PS4                                         | 2018年12月13日 |
| LOST JUDGMENT 裁かれざる記憶  | PS5・PS4・Windows・XSX/S・XOne・Amazon Luna | 2021年9月24日  |

### リマスター版
| タイトル                          | 対応機種                                        | 発売日                                             |
| --------------------------------- | ----------------------------------------------- | -------------------------------------------------- |
| 龍が如く1&2 HD EDITION            | PS3・Wii U                                      | 2012年11月1日（PS3） 2013年8月8日（Wii U）         |
| 龍が如く3                         | PS4・XOne・PC                                   | 2018年8月9日（PS4） 2021年1月28日（Xbox One・PC）  |
| 龍が如く4 伝説を継ぐもの          | PS4・XOne・PC                                   | 2019年1月17日（PS4） 2021年1月28日（Xbox One・PC） |
| 龍が如く5 夢、叶えし者            | PS4・XOne・PC                                   | 2019年6月20日（PS4） 2021年1月28日（Xbox One・PC） |
| JUDGE EYES：死神の遺言 Remastered | PS5・Windows・XSX/S・Google Stadia・Amazon Luna | 2021年4月23日                                      |

### リメイク
| タイトル                            | 対応機種                                            | 発売日        |
| ----------------------------------- | --------------------------------------------------- | ------------- |
| 龍が如く 極                         | PS4・PS3・Windows・XOne・Switch・ Nintendo Switch 2 | 2016年1月21日 |
| 龍が如く 極2                        | PS4・Windows・XOne・ Nintendo Switch 2              | 2017年12月7日 |
| 龍が如く 維新! 極                   | PS5・PS4・Windows・XSX/S・XOne                      | 2023年2月22日 |
| 龍が如く0 誓いの場所 Director’s Cut | Switch2                                             | 2025年6月5日  |

### コラボ作品
- 北斗が如く（PS4、2018年3月8日）

### モバイル作品
- 龍が如くモバイル for GREE（フィーチャーフォン・スマートフォン、2011年2月23日 - 2013年4月25日まで配信）

『龍が如く OF THE END』、『クロヒョウ2 龍が如く 阿修羅編』と連動していた。
- 龍が如く 絆（スマートフォン、2012年3月26日配信）
- 龍が如く ONLINE（iOS・Android・Windows、2018年11月21日配信）

### 海外限定版

#### The Yakuza Remastered Collection
2019年8月20日、PlayStation 4用ソフト『The Yakuza Remastered Collection』と題したコンピレーション再販が発表され、英語圏でのデジタル配信が開始された。このコレクションには、2018年から2019年にかけて日本で個別に発売された『龍が如く3』、『龍が如く4 伝説を継ぐもの』、『龍が如く5 夢、叶えし者』のリマスター版が収録されている。このリマスター版では、ゲーム中の文章の再翻訳や、日本版が海外版になるときに削除されたコンテンツが復元されているのが特徴であるが、『龍が如く3』ではトランスフォビア的なキャラクターの描写を特徴とするミッションのセットなど、一部のコンテンツはすべてのバージョンから削除されている。コレクションの発売時には『龍が如く3』のみが発売され、『龍が如く4 伝説を継ぐもの』は2019年10月29日、『龍が如く5 夢、叶えし者』は2020年2月11日に発売された。『龍が如く5 夢、叶えし者』と並行して、3つのゲームすべてを収録した物理的なリリースが発売され、西洋のデジタルで発売された『龍が如く5 夢、叶えし者』には、PlayStation 3風のコレクティブルケースが付属した。
2021年1月28日にXbox One/PCで、龍が如く3,4,5のすべてを収録しThe Yakuza Remastered Collectionとして国内配信され、個別購入も可能であった。その後、龍が如く0～6までをセットにした「龍が如く 桐生一馬コンプリートセット」が2024年7月26日に配信され、それと入れ替わる形で販売終了した。

## 製作
名越稔洋は、ゲームの開発が始まる2年前に、小説家の馳星周に龍が如くのストーリーを持ち込んだ。馳はスペースインベーダーの時代から熱心なゲームプレイヤーだったが、その当時は興味を失っていた。ストーリーに比べれば、3D映像やゲームプレイへの関心が低かったためである。しかし、龍が如くに目を付けた馳は、プロのライターとしてのキャリアの中で最も忙しい時期にもかかわらず、このプロジェクトを引き受けることを決意したという。
また、ゲームの題名『龍が如く』は、名越が考えた名前である。龍には強いイメージがあり、プレイヤーに遊んでもらうことで、タイトルの通り主人公の強さや男らしさを感じてもらえるのではないかと考えたからである。
ゲームキャラクターの入墨は実際の彫師の彫巴がデザインしている。

### マーケティング
このシリーズは、ゲーム中でのタイアップやプロダクトプレイスメントの拡大で知られている。その一例として、ディスカウントストアのドン・キホーテがあり、ゲーム内の店舗は、実際の街の店舗をベースにしている。これにより、コストのかかるゲーム制作をサポートすると同時に、東京、大阪、那覇の実在の場所をベースにした環境をリアルに演出することが可能となった。ゲームのプロモーションには、実写映画『龍が如く 劇場版』を監督した三池崇史を起用した。これは、元々映画業界出身で東映でVシネマを担当していたこともあり、問題はなかったという。セガは自動車会社やファッション会社など、多くの企業のブランドをゲームに取り込もうとしたが、龍が如くのゲームの性質上、ほとんどの企業に断られてしまった。そんな中、ウイスキーを販売したいと考えていたサントリーは、ゲームをプレイする層とウイスキーを飲む層がうまく噛み合うと感じ、タイアップを許可した。

### 声優
メインキャラクターの声に声優のみならず、俳優やタレントを起用する事が多く、『龍が如く 見参!』からは、声に俳優やタレントを起用した場合、キャラクターの顔を出演者の3Dモデルにしている。キャバ嬢や似たようなキャラクターには、モデルやグラビアアイドル、AV女優が声優や外観のモデルとして起用されている。
シリーズ初のアメリカとPAL地域で発売されたゲームは、英語の吹き替え版だった。しかし、英語版の声優が批判されたため、その後の西洋での販売では、元の日本語の声優を使用している。『北斗が如く』や『JUDGE EYES』などのその後のスピンオフ作品では、二言語の吹き替えに対応している。
PlayStation 3インストのリアルなキャラクターデザインは、サイバーウェアの3Dスキャナー、Softimage XSI 6.5による3Dモデル、セガのMagical VEngineを採用している。

### ローカライゼーションでの変更
シリーズが国際化され、欧米市場に合わせてローカライズされた際には、いくつかの変更が行われた。その中には、ゲームタイトルの変更（『龍が如く』が『Yakuza』になった）やキャラクターの名前の変更（風間慎太郎（かざま しんたろう）はShintaro Fuma、錦山彰はAkira Nishiki、嶋野太（しまの ふとし）はFuto Shimano、サイの花屋はKage）などが含まれる。
『龍が如く4 伝説を継ぐもの』では、前作への批判、特に『龍が如く3』の欧米版から削除された内容を受けて、いくつかのローカリゼーションの変更を調整している。野口プロデューサーは、「より完全な形で、より原作に忠実なローカライズを試みた」と述べている。これには、いくつかの名前の変更を取り消すことも含まれている。これまでの欧米版では、主人公の桐生一馬は主にファーストネームで呼ばれていたが、『龍が如く4 伝説を継ぐもの』では、彼は主に桐生という苗字で呼ばれており、オリジナルの台詞をより忠実に反映している。

## 音楽
龍が如くオリジナルサウンドトラック3枚組のアルバムは、庄司英徳、坂本英城らが作曲を担当し、ウェーブマスターから発売されている。追加のサウンドトラックには、日本のアーティストであるクレイジーケンバンド、Zeebra、ケツメイシ、矢沢永吉の楽曲が収録されている。

『龍が如く5 夢、叶えし者』から追加されたカラオケソングの「ばかみたい」が、2020年にインターネットミームとして海外で流行している。あらゆる有名人の顔を使って「ばかみたい」を歌わせる動画、特にAIによる深層学習を利用「ディープフェイク」によるものがミームとしてが大量に生産されている。「ばかみたい(Baka Mitai)」、あるいは曲中の歌詞をとって「だめだね(Dame Da Ne)」と呼称される。

## メディア展開
龍が如くシリーズには、ゲーム以外の様々なタイプのグッズや翻案が含まれている。これには、オリジナルビデオ映画、長編映画、オリジナルサウンドトラック、公式ガイド、Kamutai magazine（予約販売キャンペーン限定本）などのほか、主人公たちのタトゥーをモチーフにしたクロップドヘッズのロングTシャツやパーカー、PlayStation 3の限定版パック、キューブリックのおもちゃ、マイタン製のアクションフィギュアなどのライセンス商品が含まれる。

### 書籍
2005年のオリジナルゲームで、セガはKamutai magazine（カムタイマガジン）という予約キャンペーン限定アイテムを制作した。このカラーブックは、サブシナリオの女性キャラクター「マイ」を表紙に起用したモノグラフである。このキャラクターの肉体的側面は、ポルノ映画に出演する日本のAV女優で、声優を務めたみひろに触発された。新しいゲームの発売ごとに、声優をカバーガールに起用するカムタイマガジンの新刊が発行される。この2005年12月号に続いて、2006年12月号（カバーガールは日本のポルノスター夏目ナナ）、2008年3月号（カバーガールは台湾のポルノスターインリン・オブ・ジョイトイ）、2009年2月号（カバーガールは武藤静香、荒木さやか、桜井莉菜）が発行された。第5号は『龍が如く4 伝説を継ぐもの』に同梱され、2010年3月に発行された。

### オリジナルビデオ
宮坂武志は、ゲームの西洋版プロモーション期間中に、一馬、錦、由美が孤児院ヒマワリで育ち、東京へと旅立っていくオリジナルビデオを監督した。『龍が如く ～序章～』というこの短編映画は、ゲーム内の出来事の前日譚として設定されている。
龍が如く 〜序章〜
桐生一馬の青春時代を描いた船木誠勝主演映画。2006年3月24日にDVDで発売された。

### 長編映画
2007年3月2日に映画化された『龍が如く 劇場版』が日本で公開された。シリーズ第1作を原作とし、三池崇史監督がメガホンを取った。6月23日にIFCシアターで米国初公開された。アメリカの配給会社であるメディアブラスターズ系列の東京ショックが、2010年2月23日にライセンスされたDVDを発売した。
龍が如く 劇場版
北村一輝主演映画。2007年3月3日に東映系で公開された。

### ラジオドラマ
2008年9月以来、黒田崇矢（桐生一馬役）や宇垣秀成（真島吾朗役）ら龍が如くシリーズの声優陣によるラジオドラマ『龍が如くPresents 神室町 RADIO STATION』が放送されている。2009年から2010年までのセカンドシーズン『新・神室町RADIOSTATION』では、バックナンバーをポッドキャストとしてダウンロードできるようにしている。また、2008～2009年シーズンの『神室町RADIOSTATION』の過去のエピソードも、ポッドキャストとしてアーカイブ配信されている。

### ウェブテレビ
『神室町キャバ嬢TV』は、シリーズのキャバ嬢に特化した日本のウェブテレビである。主なコンテンツはオーディションや女の子のプロフィールだが、ゲームシリーズの他の側面にも関連するものもあり、例えば第15巻ではサントラのアーティストに焦点を当てている。すべての番組は「ボリューム」と呼ばれ、ウェブテレビの公式サイト内にアーカイブされている。

### 演劇
龍が如く 舞台版
同ゲーム初の舞台化。2015年4月24日から4月29日まで（計8公演）、赤坂ACTシアターで上演。2015年8月27日にDVD化。
出演
- 桐生一馬：滝川英治
- 錦山彰：佐野岳
- 澤村由美：桜乃彩音
- 遥：酒井蘭
- 伊達真：石垣佑磨
- 田中シンジ：細貝圭
- サイの花屋：芋洗坂係長
- 一輝：南羽翔平
- ユウヤ：渡辺和貴
- 嶋野太：大島宇三郎
- 寺田行雄：秋葉陽司
- 須藤純一：五十嵐啓輔
- アケミ：平田弥里
- 麗奈：加茂美穂子
- 劉家龍：伊藤高史
- 神宮京平：加納幸和
- 郷田龍司：陳内将
- 真島吾朗：窪塚俊介
- 風間新太郎：名高達男

スタッフ
- プロデューサー：菊地等、麻田幹太
- 脚本・演出：田村孝裕
- 脚本協力：伊藤高史
- スーパーバイザー：吉田幸司
- 制作：レイネット
- 主催：セガゲームス、ディー・バイ・エル・クリエイション、テレビ朝日ミュージック

### 実写ドラマ
龍が如く 魂の詩。
同ゲーム初の実写ドラマ化。ストーリーはオリジナル。ゲオ独占配信。2016年11月30日配信開始。2017年1月11日レンタル開始（ゲオのみ）。
- 出演：葉山奨之、矢本悠馬、福山翔大、手塚真生、小木茂光、高橋和也
- 監督：江口カン
- 脚本：溝井英一デービス
- 音楽：茂木英興
- 主題歌：湘南乃風「HORIZON」（トイズファクトリー）
- 制作：エイベックス・デジタル

龍が如く～Beyond the Game～
2024年6月4日、Amazon Prime Videoにて本作のAmazon Originalドラマ最新作が2024年10月25日に全世界独占配信されることが発表された。全6話で、10月25日と11月1日に各3話ずつ配信。
主演の桐生一馬役は竹内涼真が務め、監督は武正晴。
- 出演 : 竹内涼真、賀来賢人、青木崇高、河合優実、唐沢寿明、中山ひなの、森田望智、佐藤浩市、渋谷すばる、高岡早紀、宇崎竜童、宇野祥平、加藤雅也、前野朋哉
- 監督 : 武正晴、滝本憲吾

### 体感型ゲーム
龍が如く×歌舞伎町探偵セブン『100億の少女誘拐事件』
2018年7月19日から2019年3月3日まで東京ミステリーサーカスで公演。リアル捜査ゲーム「歌舞伎町探偵セブン」とのコラボした体感型ゲーム。

## 評価
| ゲーム                   | Metacritic | GameRankings | ファミ通 |
| ------------------------ | ---------- | ------------ | -------- |
| 龍が如く                 | 100/75     | 77.67％      | 37/40    |
| 龍が如く2                | 100/77     | 78.41％      | 38/40    |
| 龍が如く3                | 100/79     | 79.92％      | 38/40    |
| 龍が如く4 伝説を継ぐもの | 100/78     | 79.98％      | 38/40    |
| 龍が如く5 夢、叶えし者   | 100/83     | 83.79％      | 40/40    |
| 龍が如く0 誓いの場所     | 100/85     | 85.25％      | 36/40    |
| 龍が如く 極              | 100/80     | 79.79％      | 34/40    |
| 龍が如く6 命の詩。       | 100/83     | 84.60％      | 39/40    |
| 龍が如く 極2             | 100/85     | 85.01％      | 37/40    |
| 龍が如く7 光と闇の行方   | 100/84     | -            | 38/40    |

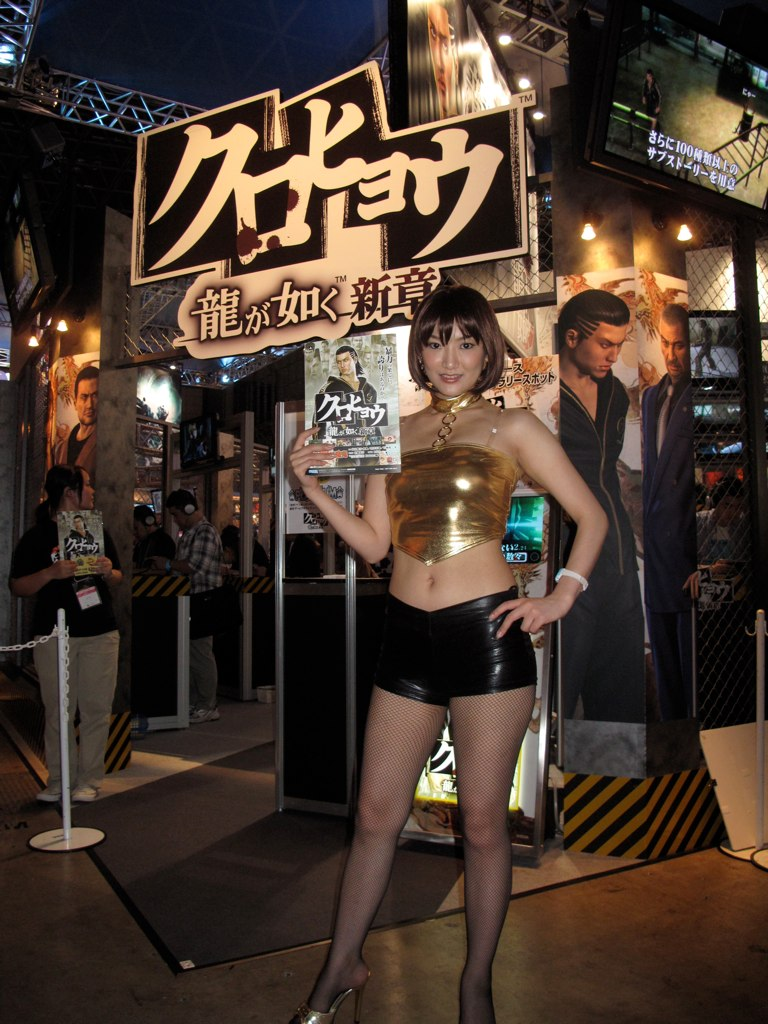
TGS2010でのプロモーション

元のゲームは、日本の犯罪者の地下世界を舞台に、革新的なゲーム性と映画のようなストーリー性、キャラクター展開が融合したものとして、日本で高い評価を得た。
第一作目の『龍が如く』から『龍が如く4 伝説を継ぐもの』までの各作品が発売後は、CESAが主催する「日本ゲーム大賞」の「日本ゲーム大賞 - 年間作品部門 優秀賞」を受賞し続けて、日本、アジア、韓国の各市場でPlayStation the Bestとして再販された。
『龍が如く3』は2009年の「日本ゲーム大賞」では、「ドラマチックなストーリー展開、自由度の高いストーリー、細部にまでこだわったグラフィック。また、膨大な数のサブストーリーやミニゲームなど、ゲームの随所にアミューズメント性が見られた。この作品は、高品質のエンターテインメントが評価されての受賞となった。」と評価され、「年間作品部門 優秀賞」を受賞した。
翌年の2010年では、「CEDEC AWARDS」では「効率の高い大作シリーズ開発体制」について評価され、『龍が如く』開発チームが「CEDEC AWARDS 2010 - ビジュアル・アーツ部門 優秀賞」を受賞して、「日本ゲーム大賞」では『龍が如く4 伝説を継ぐもの』が「日本ゲーム大賞 2010 - 年間作品部門 優秀賞」を『龍が如く3』に続いて再び受賞をした。『龍が如く4 伝説を継ぐもの』の時の受賞の理由は、「4人のキャラクターの異なる視点から展開される自由度の高い豊かな物語。また、複数のサブストーリーやミニゲームを誇るプレイスポットも多数用意されている。驚異的なクオリティとボリュームで、高いレベルのエンターテイメント性を提供していることが、今回の受賞の理由となった。」と評価された。
『龍が如く5 夢、叶えし者』は、週刊ファミ通に掲載されるファミ通クロスレビューでは得点40/40となり、これは「龍が如くシリーズ」全作の中でも最高の記録である。
シリーズの主人公である桐生一馬は、PlayStationのマスコットとしてよく知られている。
西洋向けのローカライズ版は、日本国内版から1〜3年の間に発売され、概ね好評を博した。

### 売上
このシリーズは、2009年に全世界で320万本、2010年9月には400万本を販売した。その中でも最も売れたのは最初の2作で、全世界で50万本から100万本を売り上げ、それぞれPlayStation Gold Awardを受賞している。龍が如く3は2010年時点でアジア市場で50万部を販売し、SCEJのPlayStation Gold Awardを受賞した。しかし、龍が如く4 伝説を継ぐもの以降、セガは北米や欧州では「市場環境の悪化」により売上が伸び悩んでおり、その原因として「個人消費の低迷」を指摘した。
2015年6月までに、龍が如くシリーズは全世界で700万本以上を売り上げた。2021年現在、シリーズ累計販売本数は1700万本を超えている。

## 受賞歴
- 2005 第9回 CESA GAME AWARDS - GAME AWARDS FUTURE（『龍が如く』）
- ファミ通アワード 2005 - 優秀賞 フロンティア賞（『龍が如く』）
- 日本ゲーム大賞 2006 - 年間作品部門 優秀賞（『龍が如く』）
- PlayStation Awards 2007 - Gold Prize（『龍が如く PlayStation 2 the Best』）
- ファミ通アワード 2006 - 優秀賞 ドラマティック賞（『龍が如く2』）
- PlayStation Awards 2007 - Gold Prize（『龍が如く2』）
- 日本ゲーム大賞 2007 - 年間作品部門 優秀賞（『龍が如く2』）
- 日本ゲーム大賞 2007 - フューチャー部門（『龍が如く 見参!』）
- 日本ゲーム大賞 2008 - 年間作品部門 優秀賞（『龍が如く 見参!』）
- 日本ゲーム大賞 2008 - フューチャー部門（『龍が如く3』）
- 日本ゲーム大賞 2009 - 年間作品部門 優秀賞（『龍が如く3』）
- PlayStation Awards 2009 - Gold Prize（『龍が如く3』）
- ファミ通アワード 2009 - 優秀賞（『龍が如く3』）
- 日本ゲーム大賞 2009 - フューチャー部門（『龍が如く4 伝説を継ぐもの』）
- CEDEC AWARDS 2010 - ビジュアル・アーツ部門 優秀賞（『龍が如く』開発チーム）[69]
- 日本ゲーム大賞 2010 - 年間作品部門 優秀賞（『龍が如く4 伝説を継ぐもの』）
- PlayStation Awards 2010 - Gold Prize（『龍が如く4 伝説を継ぐもの』）
- PlayStation Awards 2010 - ユーザーズチョイス賞（『龍が如く4 伝説を継ぐもの』）
- ファミ通アワード 2010 - 優秀賞（『龍が如く4 伝説を継ぐもの』）
- 日本ゲーム大賞 2010 - フューチャー部門（『龍が如く OF THE END』）
- 日本ゲーム大賞 2012 - フューチャー部門（『龍が如く5 夢、叶えし者』）
- ファミ通アワード 2012 - 優秀賞（『龍が如く5 夢、叶えし者』）
- ファミ通アワード 2012 - 男性キャラクターボイス賞（黒田崇矢 / 桐生一馬 役 『龍が如く5 夢、叶えし者』）
- PlayStation Awards 2013 - Gold Prize（『龍が如く5 夢、叶えし者』）
- 日本ゲーム大賞 2013 - フューチャー部門（『龍が如く 維新!』）
- ファミ通アワード 2014 - 優秀賞（『龍が如く 維新!』）
- 日本ゲーム大賞 2014 - フューチャー部門（『龍が如く0 誓いの場所』）
- 日本ゲーム大賞 2015 - 年間作品部門 優秀賞（『龍が如く0 誓いの場所』）
- PlayStation Awards 2015 - Gold Prize（『龍が如く0 誓いの場所』）
- PlayStation Awards 2015 - ユーザーズチョイス賞 アジア部門（『龍が如く0 誓いの場所』）
- ファミ通アワード 2015 - 優秀賞（『龍が如く0 誓いの場所』）
- PlayStation Awards 2016 - ユーザーズチョイス賞（『龍が如く 極』）
- 日本ゲーム大賞 2016 - フューチャー部門（『龍が如く6 命の詩。』）
- ファミ通アワード 2016 - 優秀賞（『龍が如く6 命の詩。』）
- CEDEC AWARDS 2017 - ビジュアル・アーツ部門 優秀賞（『龍が如く6 命の詩。』開発チーム）[70]
- PlayStation Awards 2017 - Gold Prize（『龍が如く6 命の詩。』）
- PlayStation Awards 2018 - ユーザーズチョイス賞（『龍が如く 極2』）
- 日本ゲーム大賞 2018 - フューチャー部門（『JUDGE EYES:死神の遺言』）
- ファミ通アワード 2018 - 優秀賞（『JUDGE EYES:死神の遺言』）
- 日本ゲーム大賞 2019 - 年間作品部門 優秀賞（『JUDGE EYES:死神の遺言』）
- 日本ゲーム大賞 2019 - フューチャー部門（『龍が如く7 光と闇の行方』）
- PlayStation Awards 2019 - PlayStation 25周年特別賞（『龍が如く』）
- 日本ゲーム大賞 2020 - 年間作品部門 優秀賞（『龍が如く7 光と闇の行方』）
- PlayStation Partner Awards 2020 Japan Asia - PARTNER AWARD（『龍が如く7 光と闇の行方』）
- CEDEC AWARDS 2021 - エンジニアリング部門 最優秀賞（龍が如くスタジオ『ドラゴンエンジン』開発チーム）[注 3][71][72][73][74]
- ファミ通・電撃ゲームアワード 2021 - シナリオ部門（『LOST JUDGMENT:裁かれざる記憶』）
- ファミ通・電撃ゲームアワード 2021 - アクター部門（木村拓哉 / 八神隆之 役 『LOST JUDGMENT:裁かれざる記憶』）
- 日本ゲーム大賞 2022 - 年間作品部門 優秀賞（『LOST JUDGMENT:裁かれざる記憶』）
- 日本ゲーム大賞 2022 - フューチャー部門（『龍が如く 維新! 極』）
- 日本ゲーム大賞 2024 - 年間作品部門 優秀賞（『龍が如く7外伝 名を消した男』）
- 日本ゲーム大賞 2023 - フューチャー部門（『龍が如く8』）
- 日本ゲーム大賞 2024 - 年間作品部門 優秀賞（『龍が如く8』）
- PlayStation Partner Awards 2024 Japan Asia - PARTNER AWARD（『龍が如く8』）
- PlayStation Partner Awards 2024 Japan Asia - USERS' CHOICE AWARD（『龍が如く8』）
- Yahoo!検索大賞 2024 - 作品カテゴリー ゲーム部門 1位（『龍が如く8』）[75]
- 日本ゲーム大賞 2024 - フューチャー部門（『龍が如く8外伝 Pirates in Hawaii』）